# Ferenc Herczeg

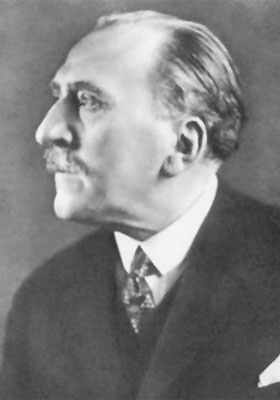
Ferenc Herczeg

Ferenc Herczeg [’fɛrɛnts ’hɛrtsɛg] (* 22. September 1863 in Versec, Kaisertum Österreich; † 24. Februar 1954 in Budapest, Volksrepublik Ungarn; geboren als Franz Herzog, ungarisch Herczeg Ferenc) war ein deutschstämmiger ungarischer Schriftsteller, Dramatiker, Journalist und Parlamentarier, der nationalistische Strömungen in seinem Land förderte und als Leitgestalt des ungarischen literarischen Konservativismus in die Geschichte einging.
Herczeg war Mitglied und Vizepräsident der Ungarischen Akademie der Wissenschaften (MTA), Präsident der ungarischen Revisionismus-Liga („Magyar Revíziós Liga“) und Nobelpreiskandidat in den Jahren 1926 und 1927.

## Leben und Schaffen

### Elternhaus, Studium
Herczeg wurde als Franz Herzog in eine wohlhabende „schwäbische“, jedoch aus Schlesien während des Siebenjährigen Krieges geflüchtete Banater Familie geboren. Der Vater war Apotheker und Bürgermeister von Versec (deutsch: Werschetz). Sein Bruder Josef lebte noch nach dem Ersten Weltkrieg in Werschetz, das 1920 mit dem Friedensvertrag von Trianon an das Königreich der Serben, Kroaten und Slowenen gefallen war.
Herczeg lernte Ungarisch erst im Gymnasium bei den Piaristen in Szeged und Temesvár (jetzt Timișoara in Rumänien) sowie am öffentlichen Gymnasium in Fehértemplom (deutsch: Weißkirchen, jetzt Bela Crkva und wie sein Geburtsort seit 1918 in Serbien). Er strebte eine Offizierslaufbahn an, studierte jedoch auf Wunsch der Eltern Rechtswissenschaften in Budapest (1881–1884). Seine Praktikantentätigkeit in Anwaltskanzleien in Budapest, Versec und Temesvár empfand er als so unbefriedigend, dass er sein Studium nicht vollendete, sondern eine literarische Laufbahn einschlug. Seine ersten Texte schrieb er noch auf Deutsch, wandte sich dann ganz dem Ungarischen zu und ließ seine Schriften von verschiedenen Übersetzern in seine Muttersprache übertragen. Zum größeren Teil ließ er sie unübersetzt.

### Magyarisierung
Schon seit Mitte des 19. Jahrhunderts hatten sich zahlreiche Donauschwaben magyarisiert, und besonders nach dem Österreichisch-Ungarischen Ausgleich von 1867 wurde die Magyarisierung auch in den Dörfern immer stärker. Die ungarischen Revolutionäre wie Kossuth erhofften wie auch Graf Széchenyi durch die gewonnenen Bürgerrechte eine Verschmelzung der Nationalitäten ihres Landes. Es gab ja im Grunde nur wenige Kulturunterschiede zwischen den Ungarn und den „Schwaben“, die aus den verschiedenen Gegenden des deutschen Sprachgebiets gekommen waren, und ohne festes Nationalbewusstsein und ohne nationale Institutionen, die ihre Nationalität wahren und fördern würden, sahen viele in der Assimilation bessere Möglichkeiten für die wirtschaftliche und gesellschaftliche Entwicklung.

### Autor
Bereits 1886 erschienen einige seiner Kurzgeschichten in der Zeitung Pestí Hirlap („Pester Zeitung“). Als Jura-Student führte Herczeg das leichte Leben der jungen Leute aus wohlhabenden Familien mit Ballbesuchen und Kartenspiel. Nach einem tödlichen Duell mit einem Offizier wurde er 1889 zu vier Monaten Haft verurteilt und schrieb 1890 im Zuchthaus von Vác (dt. Waitzen) seinen ersten Roman Fenn és lenn (Oben und unten). Er geriet mit rund 250 Seiten weitaus länger als etliche seiner späteren Titel. Herczeg gewann mit ihm einen Preis von Reclams Universal-Bibliothek. Der Roman erlebte bei verschiedenen Verlagen Neuauflagen und Übersetzungen in weit mehr als ein Dutzend Sprachen sowie eine Reihe von Verfilmungen in verschiedenen Ländern.
Herczegs schilderte Wendepunkte der ungarischen Geschichte. Beispiele hierfür sind etwa der in Anlehnung an den alten deutschen Erzählstoff so genannte Roman Die sieben Schwaben, in dem der Donauschwabe das Verhältniss der ungarischen Bevölkerung zu anderen Nationalitäten zeichnet („Wer ist Ungar?“ – „Der sich dafür hält!“), oder Rakoczy der Rebell (Pro libertate) über den Anführer des letzten großen Nationalaufstandes gegen die Habsburger, Die Heiden (Poganyok), das den Widerstand der mohammedanischen Petschenegen gegen die Zwangstaufe thematisiert, und Tor des Lebens – Sinkender Halbmond, eine ungarische Liebesgeschichte vor dem Hintergrund der blutigen Auseinandersetzungen zwischen Magyaren und Osmanen im 16. Jahrhundert sowie einer Papstwahl, bei der Kardinal Tamás Bakócz beinahe gewählt wurde.
Herczeg verfasste darüber hinaus eine große Anzahl von Gesellschaftsromanen und Erzählungen, sowie Bühnenstücke, volkstümliche Schwänke und romantische Lustspiele. Zweimal – 1926 und 1927 – wurde der Ungarndeutsche für den Nobel-Preis nominiert. 41 Bände umfasste bereits eine erste Gesamtausgabe aus den Jahren 1926 bis 1930,; danach lebte und schrieb er weitere 24 Jahre.
Jeglicher Veränderung in sozialer wie in literarischer oder gar bühnentechnischer Hinsicht war er abhold und völlig desinteressiert an den Unterprivilegierten. Heftig lehnte er die progressive Kulturzeitschrift Nyugat („Der Westen“) ab und beschuldigte sie eines Mangels an Patriotismus und der Amoral.
Anders als Ferenc Molnár, der eher kosmopolitisch ausgerichtet war, wandte er sich mit einer beträchtlichen Portion Eskapismus an jene Mehrheit der bourgeoisen ungarischen Mittelschicht, deren soziale Wurzeln noch in der ländlichen Vorkriegs-„Friedenszeit“ lagen. Obgleich er in erster Linie hohe Wertschätzung wegen seiner Bühnenstücke und historischen Romane sowie der Verfilmungen seiner Stücke und Romane genoss, sind das Bleibendste seines Schaffens wohl seine Klein- und Kleinstformen – prägnante, in ihrer Technik an Maupassant erinnernde Kurzgeschichten.

### Publizist und Politiker
1895 begründete Herczeg die Zeitschrift Új Idők („Neue Zeiten“), die unter seiner Herausgabe ein halbes Jahrhundert lang bis 1944 die Literaturzeitschrift der konservativen Ober- und Mittelschicht Ungarns war. „Die Zeitung, welche von Kulturmenschen gemacht wird, ist ein mächtiger Kulturfaktor,“ schrieb Karl Kraus in seiner Fackel.
1896 wurde Herczeg Reichstagsabgeordneter für seine Heimatstadt Versec/Werschetz für die Legislaturperiode bis 1901, erneut von 1910 bis 1918. 1899 wurde er Korrespondierendes, 1903 Ordentliches Mitglied der Akademie der Wissenschaften (und ihr Ehrenmitglied 1914) und 1904 Vorsitzender der exklusiven, 1876 gegründeten und bis 1944 bestehenden Petőfi-Gesellschaft („Petőfi Társaság“), die unter seiner fünfzehn Jahre währenden Leitung 1908 den soeben zu internationalem Ruhm gelangten Ferenc Molnár aufnahm, der Herczegs Stücke als Vorbild ansah.
Der Pester Lloyd beurteilte Herczeg 2009 als den zu seinen Lebzeiten „wohl berühmtesten Theaterdichter Ungarns“. Gestützt auf diesen Ruhm begründete er 1911 die Zeitschrift Magyar Figyelö („Ungarischer Monitor“) zur Unterstützung von István Tisza, der sich bei Kriegsausbruch dafür bei Herczeg mit einem ungefährlichen Posten als Direktor des Heereswohlfahrtsdienstes revanchierte, und er veröffentlichte viele Beiträge verschiedener Art im Pester Lloyd, mit dem er „in innigster Hassliebe verbunden war.“ Herczeg verfasste viele Jahre regelmäßig Beiträge im Feuilleton dieser Zeitung schrieb, in der auch August Strindberg und Selma Lagerlöf, aber auch Georg Lukács, Georges Clemenceau und 1930 selbst ein Benito Mussolini veröffentlichten.

### Horthy-Ära, Faschismus, Antisemitismus
Neben seiner literarischen Arbeit, zu der die Mitwirkung an den Drehbüchern zu den zahlreichen Roman- und Dramenverfilmungen zählte, war er politisch ebenfalls weiter tätig und gehörte in der Horthy-Ära zu den populärsten Autoren nicht nur der Új Idők („Neue Zeiten“), aus der er nur von der Regierung der kurzlebigen, gerade 133 Tage dauernden ungarischen Sowjetrepublik 1919 entfernt worden war. Der Sohn des ehemaligen leitenden Schriftsetzers für Új Idők, eines Juden, den Herczeg sehr schätzte und für den er alle seine Bücher mit der Widmung „Für Herrn. Szilágyi, den Meister der Lettern“ versah, bezeichnet Ferenc Herczeg als „Horthy’s favorite writer“ („Horthys Lieblingsautor“). Bereits in den dreißiger Jahren ließ er klare Sympathien für den italienischen Faschismus erkennen, lehnte hingegen entsprechend der ungarischen „Schaukelpolitik“ den Nazismus in Deutschland ab, war allerdings andererseits gegen den längst grassierenden Antisemitismus keineswegs immun. Herczeg bezeichnete die jüdischen Bürger als „fremde Elemente in Budapests Chemie“, und als 1942 die Gattin seines hochgeschätzten Schriftsetzermeisters ihn verzweifelt bat, er möge doch ihren Mann retten und vor der Entsendung in die Strafkompanie IX.109/39, die für Juden den sicheren Tod bedeutete, sah er sie ungläubig an: „Madam, aber Ihr Gatte ist Jude!“

### Revisionismus
Ausgelöst durch einen Aufsehen erregenden Artikel des britischen Pressemagnaten Lord Rothermere in seiner konservativen Daily Mail Hungary’s Place under the Sun (d. i. „Ungarns Platz unter der Sonne“) vom 21. Juni 1926 wurde die Ungarische Revisionsliga („Magyar Revíziós Liga“), gegründet. Von 1929 an war Herczeg, der als „Confidant of Horthy“ (d. i. Vertrauensmann, Mitwisser Horthys) seit 1926 – nun als Mitglied des neugestalteten „Oberhauses“ (Nachfolger der Magnatentafel) – ins ungarische Parlament zurückgekehrt war, Vorsitzender der Revisionsliga, die lautstark die Revision des Friedensvertrags von Trianon forderte, durch den Ungarn ja mehr als zwei Drittel seines vormaligen Gebietes und mehr als drei Millionen ethnische Ungarn verloren hatte. Diese Forderungen, die vor allem in Großbritannien von verschiedenen Politikern und in der Presse von Lord Rothermere und seiner Daily Mail unterstützt wurden, fanden solchen Widerhall in der Bevölkerung, dass darüber die Kritik an der Wirtschafts- und Sozialpolitik der Regierung fast verstummte. „Nem! Nem! Soha!“ („Nein! Nein! Niemals!“), „Mindent vissza!“ („Gebt alles zurück!“), „Rumpf-Ungarn ist kein Land – der Himmel ist unser altes Ungarn“, oder „Ich glaube an einen Gott, ich glaube an ein Reich, ich glaube an die unendliche göttliche Wahrheit, ich glaube an die Wiedergeburt Ungarns!“ u. Ä. wurde allerorten skandiert, Unmengen an Propagandamaterial wurden produziert und die Fahnen wehten von nun an auf halbmast.

### Zweiter Weltkrieg und danach

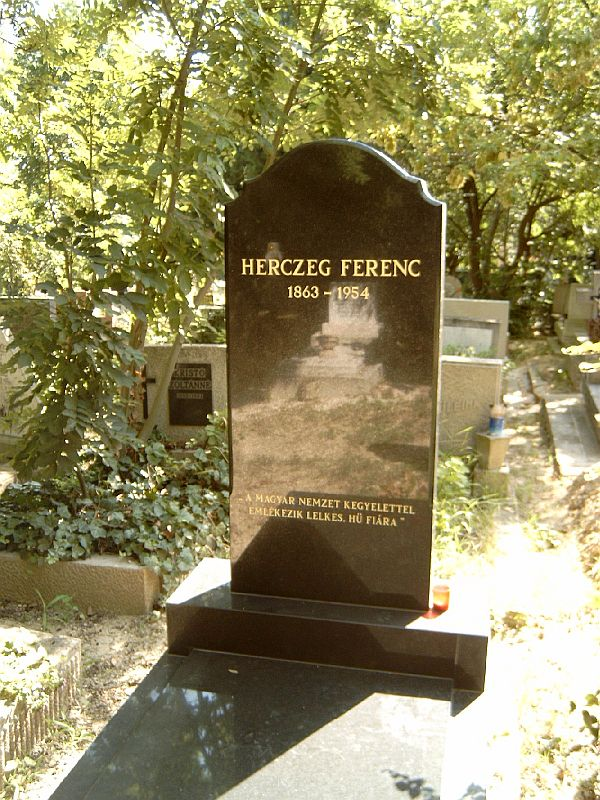
Grab auf dem Farkasreter Friedhof in Budapest

Die Revisionsliga erlebte in der Zeit des Zweiten Weltkrieges eine wenigstens teilweise, wenn auch nur kurzzeitige Erfüllung ihrer Wünsche, doch führte Herczegs Exponierung dazu, dass er nach Kriegsende bei den neuen Machthabern in Ungnade fiel, weil die Wünsche der Liga gegen die nun ebenfalls „sozialistischen“ Bruderländer gerichtet waren. Herczeg lebte als „Unperson“ völlig zurückgezogen. 1949 strengte er einen Plagiatsprozess über $200,000 gegen MGM, den Produzenten Joe Pasternak und die Drehbuchverfasser Walter Reich und Leo Townsend an wegen des Films „Seven Sweethearts“ von 1942, da er auf seinem Stück Die Sieben Schwestern von 1903 beruhe, nach dem schon 1915 ein Stummfilm von Paramount mit Madge Evans gedreht worden war. Herczeg erklärte, er sei 1942 zur Zeit der Dreharbeiten zu „Seven Sweethearts“ (deutscher Titel: „Sieben junge Herzen“) in einem Konzentrationslager in Ungarn inhaftiert gewesen und habe folglich von der Existenz des Films erst Jahre später erfahren. Die Sache endete mit einem Vergleich.
Im Jahr 1949 ließ ihn der ungarische Schriftstellerverband von der Liste seiner Mitglieder streichen, er wurde aus der Akademie geworfen. In der Zeit des Stalinismus soll der alte Schriftsteller in ein Arbeitslager im ungarischen Hortobágy verschleppt und erst nach Stalins Tod im Zuge der Auflösung dieser Lager als Neunzigjähriger 1953 entlassen worden sein, doch existiert keine Dokumentation zu diesem Gerücht. Vergessen und unbeachtet starb Herczeg im darauf folgenden Jahr. Erst in den achtziger Jahren wurde er für die Bühne und von Verlagen wiederentdeckt und rehabilitiert.

## Werke
Nur eine Auswahl; eine umfangreichere Darstellung steht in der ungarischsprachigen Wikipedia.
- Fenn és lenn (regény, 1890), Oben und unten (Roman, 1890)
- Mutamur (elbeszélések, 1892), Mutamur (Erzählungen, 1892)
- A Gyurkovics-leányok  (regény, 1893), Die sieben Fräulein von Gyurkovich (Roman, 1893)
- A dolovai nábob leánya (színmű, 1894), Die Tochter des Nabobs Dolovai (Drama, 1894)
- A Gyurkovics-fiúk (regény, 1895) (belőle készült film: Gyurkovics fiúk 1941), Gyurkovics Söhne (Roman, 1895) (1941 verfilmt)
- Napnyugati mesék  (elbeszélések, 1895), Napnyugatis Fabeln (Erzählungen, 1895)
- Honthy háza (színmű, 1897), Haus Honthy (Drama, 1897)
- Az első vihar (színmű, 1899), Der erste Sturm (Drama, 1899)
- Kéz kezet mos (színmű, 1904), Eine Hand wäscht die andere (Drama, 1904)

### Werke in deutscher Übersetzung
- Sumpfblume. Novelle. Dt. von Emil Kumlik. Reclams Universal-Bibliothek 3502. Leipzig, Philipp Reclam Jun., Leipzig 1895, DNB 580160092.
- Baron Rebus und andere Novelletten. Dt. von Emil Kumlik. Reclams Universal-Bibliothek 3657, Philipp Reclam Jun., Leipzig 1897, DNB 580160076
- Die erste Schwalbe und andere Erzählungen. Dt. von Ernst Grossmann. Reclams Universal-Bibliothek 3875, Reclam, Leipzig 1898, OCLC 6492965
- Die Ehe des Herrn von Szabolcs. Roman; sowie Sirius. Erzählung. Dt. von Adolph Kohnt, Kürschners Bücherschatz 80, Hermann Hillger, Berlin / Eisenach / Leipzig 1898, DNB 580159965
- Sirius. Erzählung. Dt. von Adolph Kohnt, Kürschners Bücherschatz. 80, Hermann Hillger, Berlin / Eisenach / Leipzig 1898, DNB 580159965; Sirius und sechs weitere phantastische Erzählungen, herausgegeben, teilweise ins Deutsche übersetzt und mit einem Nachwort versehen von Lars Dangel, Neuausgabe der erstmals 1890 erschienen Zeitreiseerzählung, 1. Auflage, Lüneburg: Dieter von Reeken, 2025, ISBN 978-3-911230-12-4
- Sprechen Sie mit Mama. Schwank Dt. von Ernst Gettke. Eirich, Wien 1900, DNB 580160084
- Die Tochter des Obersten. Roman. Dt. von Ludwig Wechsler, Kürschners Bücherschatz. 317, Hillger, Berlin / Eisenach / Leipzig 1902, DNB 580160114
- Andor und András: eine Geschichte aus dem Journalistenleben in Budapest. (Originaltitel Andor es András). Dt. von Karl von Bakonyi sen. Verlagsbuchhandlung Carl Konegen, Wien 1904, OCLC 30850206
- Die Operettensängerin. Roman. Dt. von Hermine Farkas, Reclams Universal-Bibliothek, Nr. 4505/4506, P. Reclam Jun., Leipzig 1904, OCLC 77859819
- Die Scholle. Roman. Dt. von Leo Lázár, Verlagsbuchhandlung Carl Konegen, Wien 1905, OCLC 315940355
- Mutamur. Sirius. 2 Erzählungen. Dt. von Ludwig Wechsler. Kürschners Bücherschatz. 447, Hillger, Berlin / Eisenach / Leipzig 1905, DNB 58016005X
- Unter fremden Menschen. Erzählung. Dt. v, Hermine Farkas, Hillger, Kürschners Bücherschatz. 509, Hillger, Berlin / Eisenach / Leipzig 1906, DNB 580160033
- Die Brüder Gyurkovics. Erzählung. Dt. von Hermine Farkas, Kürschners Bücherschatz 642, Hillger, Berlin/Leipzig 1908, DNB 580159973
- Licht und Finsternis. Roman. Deutsch von Ludwig Wechsler (Originaltitel: Fenn és lenn) G. Hösemann Verlag, Leipzig 1908, OCLC 29717917
- Nona und Antinona. ca. 1911.
- Die Frau Leutnant. Dt. von Albert Klein d. Ä. In: Siebenbürger Deutsches Tagblatt. Jg. 38 (1911), Nr. 11396.
- Frösche im Brunnen. Dt. von Albert Klein d. Ä. In: Siebenbürger Deutsches Tagblatt. Jg. 39 (1912) Nr. 11811–11815.
- Auf Schloss Dolova. Komödie in 5 Akten. Bloch, Berlin 1912
- Hexe Eva. Ein Spiel in 3 Aufzügen. Karczag, Wien 1912.
- Maufloro. Novelle Dt. und Esperanto von Arnolds Göltl. Kolekto de Hungara Esperantisto 4. Kokai, Budapest 1913, DNB 580160025
- Die Geschichte eines geheimnisvossen Verbrechens. Kurzgeschichte. In: Mährisches Tagblatt, 5. März 1913, S. 1 f., Digitalisat bei ANNO
- Ein liebes Mädel. „Großstadt-Roman“ (ein 39 Seiten starker Groschenroman) Moderne Roman-Sammlung 3, Berliner Verlags-Institut, Berlin 1913, OCLC 250209097
- Pfau und Elephant. In: Leipziger Tagblatt. 24. Juli – 14. August 1913, Grethlein, Leipzig 1913
- Die sieben Fräulein von Gyurkovich. Erzählung.(Originaltitel:  A Gyurkovics lányok. 1893). Dt. von Andor v. Spóner, Reclams Universalbibliothek 50, Reclam, Leipzig 1913, OCLC 72538855.
Verfilmt mit Willy Fritsch 1926 von Ragnar Hyltén in den Berliner UFA-Studios als The Gyurkovics Girls. nach einer Stockholmer Bühnenfassung von 1925
- Der Oberst. Lustspiel in drei Aufzügen. Verlag A. Marton, Budapest 1914, OCLC 44139790
- Husarenliebe. Novelle. Deutsch von Ludwig Wechsler. Willkommen, Bd. 47, Hillger, Berlin/Leipzig 1915, DNB 580160009
- Tor des Lebens – Sinkender Halbmond. Historischer Roman (Originaltitel: Az élet kapuja). Dt. von Jörg Buschmann. Dt. von Renée von Stipsicz-Gariboldi Hamburg o. J. (1916) Aufbau-Verlag, Berlin 1987, ISBN 3-351-00543-1.
- Blaufuchs. Komödie in drei Akten (Originaltitel: A Kék róka). W. Karczag Publ., Leipzig / New York 1917, DNB 573756619; verfilmt 1938 (R: Viktor Tourjansky, DVD Black Hill Pictures, 2004, OCLC 55697893)
- Tilla. 7 Szenen. Karczag, Leipzig/Wien 1921.
- Peter und Paul. Dt. von Jenö Mohacsi, Österr. Journal A.G., Wien 1925
- Graf Stephan Tisza. Biographie. Das moderne Ungarn: Staatsmänner 1. Auflage. Eligius-Verlag, Wien/Budapest 1926, OCLC 186164586
- Rákóczi der Rebell. Roman. (Originaltitel: Pro Libertate[33]), Dt. von Andreas Gaspar. Zsolnay. Berlin / Wien / Leipzig 1937, OCLC 10884776

### Filmografie
- Die sieben Schwestern (USA 1915, Regie: Sidney Olcott, nach dem gleichnamigen Bühnenstück.): Drehbuch mit Edith Ellis Furness
- Az ezredes (auch: „Der Oberst“, Ungarn 1917, R: Michael Curtiz): Drehbuch mit Richárd Falk.
- Erotikon (Schweden 1920, R: Mauritz Stiller. Nach dem Bühnenstück): „A Kék róka“, Drehbuch: Gustaf Molander
- Gyurkovicsarna (Schweden 1920, Romanverfilmung, R: John W. Brunius, Buch: Pauline Brunius und Gösta Ekman)
- Die sieben Töchter der Frau Gyurkovics (D 1926, Regie: Ragnar Hyltén-Cavalliusy, nach dem Roman „A Gyurkovics lányoka“, Manuskript: Paul Merzbach und Ragnar Hyltén-Cavallius)
- Rákóczi induló(Österreich und Ungarn 1933, R: Steve Sekely) (Romanverfilmung von Die Tochter des Nabob von Dolova); Buch: Ernst Marischka, Musik von Ábrahám Pál, d. i. Paul Abraham
- Rakoczy-Marsch (D-A-H 1933, R: Gustav Fröhlich und Stefan Sekely) (Nach dem Bühnenstück „Die Tochter des Nabobs von Dolova“; Buch: Ernst Marischka, Franz Vayda, André Zsoldos)
- Szenzáció (Ungarn 1936, R.: Steve Sekely und Ladislao Vajda; Romanverfilmung von Két ember a bányában)
- Pogányok (Ungarn 1937, R: Emil Martonffi; Romanverfilmung, Buch: Emil Martonffi)
- Der Blaufuchs (D 1938, R: Viktor Tourjansky (Nach dem Bühnenstück „A Kek Roka“) Buch: Karl Georg Külb)
- Gyurkovics fiúk (Ungarn 1941, R: Dezsö Ákos Hamza, Buch: Ferenc Herczeg und István Békeffy)
- L'ultimo ballo (Italien 1941, R: Camillo Mastrocinque. Nach dem Bühnenstück „Utolsó tánc“; Buch: Sergio Amidei)
- „Szíriusz“ (Ungarn 1942, R: Dezsö Ákos Hamza; Romanverfilmung, dramatisiert von Imre Földes)
- Seven Sweethearts (deutsch: „Sieben junge Herzen“, USA 1942. R: Frank Borzage. Nach dem Bühnenstück „Die sieben Schwestern“; Bearbeitung: Walter Reisch und Leo Townsend)
- A láp virága (Ungarn 1943, R: Dezsö Ákos Hamza. Nach dem Bühnenstück „A Kivándorló“; Buch: Dezsö Ákos Hamza)
- Herczeg Ferenc: A harmadik testör (Fernsehspiel Ungarn 1995, Buch: Imre Mihályfi)